# Го-Го-Кес (Нью-Джерсі)
Го-Го-Кес (англ. Ho-Ho-Kus) — місто (англ. borough) в США, в окрузі Берген штату Нью-Джерсі. Населення — 4258 осіб (2020).

## Географія
Го-Го-Кес розташоване за координатами 40°59′58″ пн. ш. 74°5′48″ зх. д. / 40.99944° пн. ш. 74.09667° зх. д. (40.999485, -74.096574).  За даними Бюро перепису населення США в 2010 році місто мало площу 4,53 км², з яких 4,49 км² — суходіл та 0,04 км² — водойми.

## Демографія
Згідно з переписом 2010 року, у селищі мешкало 4078 осіб у 1401 домогосподарстві у складі 1154 родин. Було 1462 помешкання
Расовий склад населення:
| - 92,0 % — білих - 5,8 % — азіатів - 0,2 % — чорних або афроамериканців - 0,1 % — корінних американців |

До двох чи більше рас належало 1,5 %. Частка іспаномовних становила 4,1 % від усіх жителів.
За віковим діапазоном населення розподілялося таким чином: 29,3 % — особи молодші 18 років, 54,7 % — особи у віці 18—64 років, 16,0 % — особи у віці 65 років та старші. Медіана віку мешканця становила 43,3 року. На 100 осіб жіночої статі у селищі припадало 95,5 чоловіків;  на 100 жінок у віці від 18 років та старших — 89,7 чоловіків також старших 18 років.
Середній дохід на одне домашнє господарство  становив 228 957 доларів США (медіана — 162 386), а середній дохід на одну сім'ю — 267 003 долари (медіана — 191 000). За межею бідності перебувало 0,2 % осіб, у тому числі 0,0 % дітей у віці до 18 років та 1,2 % осіб у віці 65 років та старших.
Цивільне працевлаштоване населення становило 1977 осіб. Основні галузі зайнятості: фінанси, страхування та нерухомість — 23,6 %, освіта, охорона здоров'я та соціальна допомога — 22,9 %, науковці, спеціалісти, менеджери — 13,1 %, роздрібна торгівля — 9,0 %.